# Іствуд (Мічиган)
Іствуд (англ. Eastwood) — переписна місцевість (CDP) в США, в окрузі Каламазу штату Мічиган. Населення — 6366 осіб (2020).

## Географія
Іствуд розташований за координатами 42°18′8″ пн. ш. 85°32′40″ зх. д. / 42.30222° пн. ш. 85.54444° зх. д. (42.302281, -85.544559).  За даними Бюро перепису населення США в 2010 році переписна місцевість мала площу 5,10 км², з яких 5,07 км² — суходіл та 0,03 км² — водойми.

## Демографія
Згідно з переписом 2010 року, у переписній місцевості мешкало 6340 осіб у 2541 домогосподарстві у складі 1553 родин. Густота населення становила 1243 особи/км².  Було 2869 помешкань (563/км²).
Расовий склад населення:
| - 62,5 % — білих - 28,3 % — чорних або афроамериканців - 0,7 % — азіатів - 0,4 % — корінних американців - 2,4 % — осіб інших рас |

До двох чи більше рас належало 5,7 %. Частка іспаномовних становила 6,0 % від усіх жителів.
За віковим діапазоном населення розподілялося таким чином: 26,6 % — особи молодші 18 років, 64,6 % — особи у віці 18—64 років, 8,8 % — особи у віці 65 років та старші. Медіана віку мешканця становила 32,2 року. На 100 осіб жіночої статі у переписній місцевості припадало 94,7 чоловіків;  на 100 жінок у віці від 18 років та старших — 91,9 чоловіків також старших 18 років.
Середній дохід на одне домашнє господарство  становив 45 484 долари США (медіана — 41 607), а середній дохід на одну сім'ю — 50 134 долари (медіана — 48 683). Медіана доходів становила 37 658 доларів для чоловіків та 31 458 доларів для жінок. За межею бідності перебувало 16,3 % осіб, у тому числі 16,1 % дітей у віці до 18 років та 8,5 % осіб у віці 65 років та старших.
Цивільне працевлаштоване населення становило 2904 особи. Основні галузі зайнятості: освіта, охорона здоров'я та соціальна допомога — 32,1 %, виробництво — 15,5 %, науковці, спеціалісти, менеджери — 11,2 %, роздрібна торгівля — 7,6 %.